# Huracán Nana (2020)
El huracán Nana , fue un huracán de categoría 1 que causó daños menores en los países de Belice y Guatemala a principios de septiembre de 2020. El decimosexto ciclón tropical, la decimocuarta tormenta en recibir nombre y el quinto huracán de la temporada de huracanes del Atlántico de 2020, Nana se originó a partir de una onda tropical cerca de las Antillas Menores. El Centro Nacional de Huracanes (NHC) comenzó a rastrear la ola el 27 de agosto, lo que le dio una baja probabilidad de formación. Contrariamente a las predicciones, la ola se organizó rápidamente, aunque los datos no lograron localizar una circulación cerrada y el sistema no fue designado como un ciclón tropical.
Sin embargo, el sistema continuó organizándose y los datos de un avión como cazadores de huracanes registraron vientos con fuerza de tormenta tropical junto con una circulación cerrada. El Centro Nacional de Huracanes (NHC) posteriormente nombró al sistema tormenta tropical Nana el 1 de septiembre. Nana se intensificó rápidamente ese día, aunque la cizalladura del viento aumentó temprano al día siguiente, evitando que la tormenta se intensificara más. Sin embargo, el 3 de septiembre temprano, un avión de reconocimiento descubrió que Nana se había profundizado y fortalecido hasta convertirse en un huracán justo antes de tocar tierra en el sur de Belice. Después de tocar tierra, comenzó a debilitarse rápidamente. A finales del 3 de septiembre, su centro de bajo nivel se disipó y degeneró en un remanente bajo de nivel medio.
Se emitieron numerosas alertas y advertencias antes de Nana para partes de Belice, Guatemala, Honduras y México. La tormenta trajo fuertes vientos y lluvias moderadas a partes de Honduras. Nana es el primer huracán que toca tierra en Belice desde el huracán Earl en 2016.

## Historia meteorológica

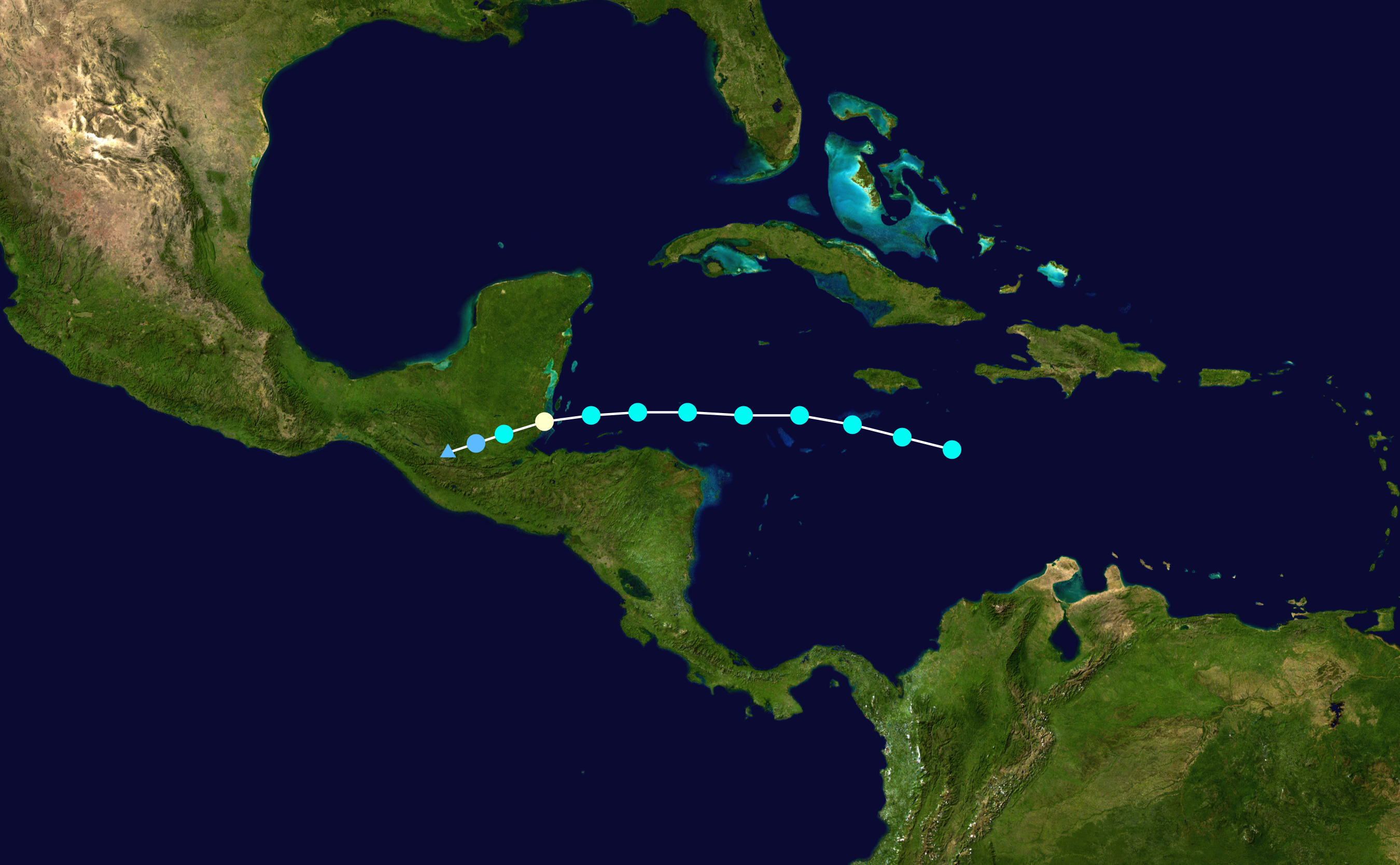
Mapa que traza la trayectoria y la intensidad de la tormenta, de acuerdo con la escala de huracanes de Saffir-Simpson

Una onda tropical salió de la costa oeste de África el 23 de agosto de 2020. Se movió rápidamente hacia el oeste y un aumento de la actividad convectiva llevó al Centro Nacional de Huracanes (NHC) a comenzar a monitorear el sistema para un posible desarrollo a las 18:00 UTC del 27 de agosto. La ola se trasladó al sur del Caribe, donde las condiciones eran más favorables para el desarrollo, aunque su rápido avance solo permitió que ocurriera lentamente. Finalmente, el sistema logró alcanzar vientos huracanados y una circulación cerrada y a las 06:00 UTC del 1 de septiembre el sistema se convirtió en la tormenta tropical Nana. Esto convirtió a Nana en la primera tormenta con nombre número 14 registrada en el Atlántico, superando al huracán Nate de 2005.
La tormenta se fortaleció constantemente, obteniendo vientos sostenidos de 1 minuto de 60 mph (95 km/h) a las 18:00 UTC del 1 de septiembre. Posteriormente, una cizalladura norte moderada de 15 nudos detuvo la tendencia de intensificación en cuanto a los vientos y expuso parcialmente el centro de circulación aunque su presión central continuaba descendiendo. La presión central de Nana disminuyó un poco durante el resto del día y el día 2 de septiembre, mientras que los vientos sostenidos se mantuvieron estables a 95 km/h (60 mph). Temprano al día siguiente, una leve reforma del centro y una explosión de convección permitieron que Nana se intensificara rápidamente en un huracán a las 03:00 UTC del 3 de septiembre. Simultáneamente, alcanzó su intensidad máxima de 75 mph (120 km/h) con un mínimo presión central de 994 mbar. Tres horas después, a las 06:00 UTC del 3 de septiembre, Nana tocó tierra cerca de Sittee Point, Belice en su intensidad máxima de 120 km/ h (75 mph) y una presión central de 994 mbar. Nana se debilitó rápidamente después de tocar tierra, cayendo por debajo del estado de huracán a las 12:00 UTC de ese día debido a la interacción con el terreno montañoso sobre Belice y Guatemala. Se debilitó aún más a una depresión tropical a las 18:00 UTC antes de que su centro de bajo nivel se disipara cerca de las 00:00 UTC del 4 de septiembre sobre el terreno montañoso del  oeste de Guatemala, y el  Centro Nacional de Huracanes (NHC) emitió su aviso final sobre la tormenta a las 03:00 UTC del 4 de septiembre. Los remanentes de Nana luego ingresaron al Golfo de Tehuantepec, donde comenzó a organizarse rápidamente nuevamente a pesar de los vientos en los niveles superiores generalmente desfavorables.

## Preparaciones e impacto

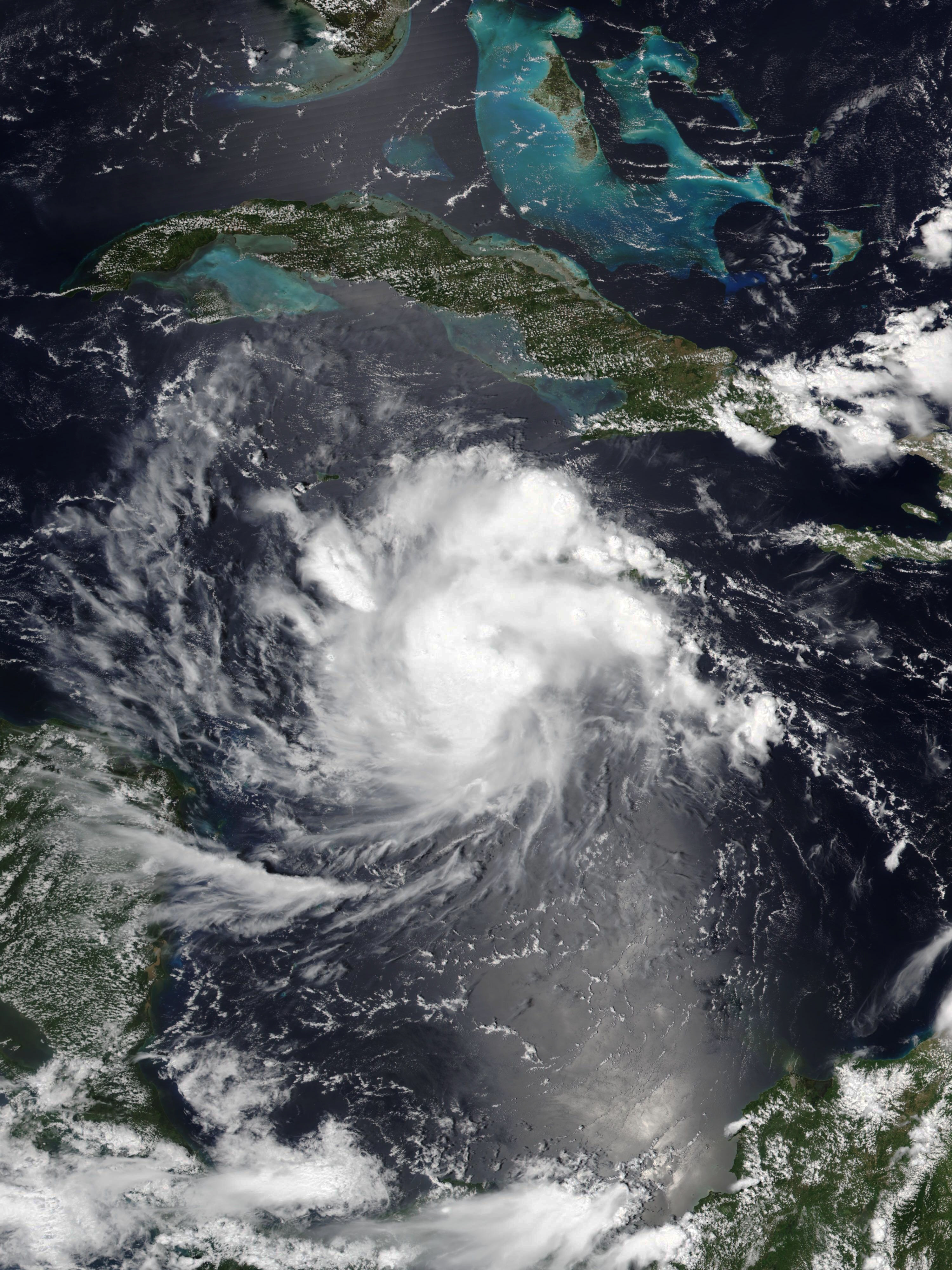
Nana poco después de su formación el 1 de septiembre de 2020

Se emitieron múltiples alertas y advertencias de tormenta tropical antes de Nana para partes de Belice y Honduras, y la primera actualizó sus advertencias a advertencias de huracán. Después de tocar tierra, Nana se había debilitado debido a la intensificación del huracán, por lo que se cancelaron todas las advertencias de huracán. Todas las advertencias adicionales se cancelaron a las 15:00 UTC, ya que Nana se movió más hacia el interior y se debilitó rápidamente.

### Belice

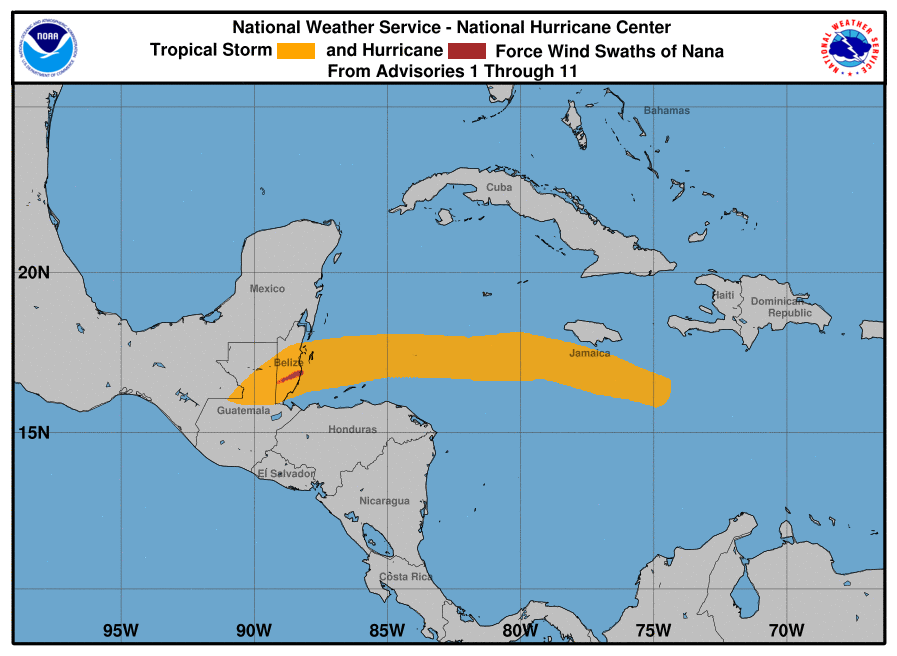
Mapa que muestra los vientos de tormenta tropical en naranja y vientos de huracán en rojo del Huracán Nana.

En preparación para Nana, los residentes de Belice llenaron ferreterías y tiendas de comestibles, a pesar de la pandemia de COVID-19 en curso. Más de 4.000 personas en la zona sur del país fueron evacuadas a refugios proporcionados por el gobierno. Una estación en Carrie Bow Cay informó una velocidad del viento de 61 mph (98 km/h) cuando la tormenta llegó a tierra. Los informes preliminares del sur de Belice han indicado que cientos de acres de cultivos agrícolas de banano y plátano se han perdido por la tormenta. Sin embargo, la Cruz Roja de Belice evaluó que el daño era "contenido y mínimo" en la mayor parte del país.

### Honduras
En Honduras, las lluvias de Nana provocaron inundaciones repentinas en Coxen Hole.

### Guatemala
Guatemala reportó fuertes lluvias, especialmente a lo largo de su frontera con México. El coordinador nacional de desastres del país no informó de muertes. Nadie había sido evacuado debido a la tormenta en Guatemala.

### México
En México, el impacto principal de Nana fueron las fuertes lluvias. Se informó una franja de hasta 8 pulgadas (200 mm) a lo largo del camino de Nana en el este de México.